# Broad Haven South

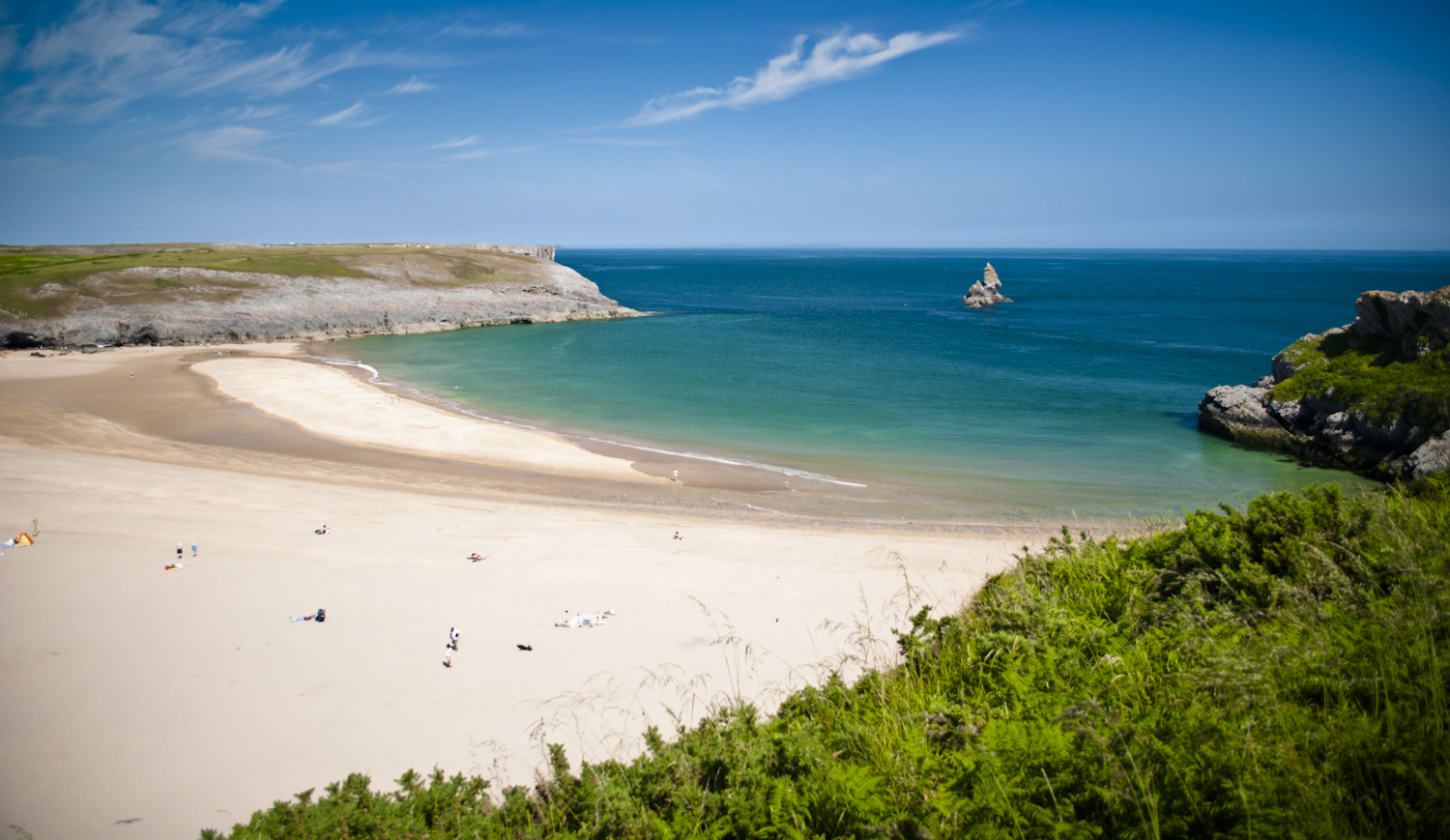

Broad Haven South là một bãi biển nằm cách 1 dặm về phía đông nam của làng Bosherston ngoài rìa của Stackpole Estate, Nam Pembrokeshire, Wales. Nó là một trong những bãi biển đẹp nhất Pembrokeshire về chất lượng nước, vị trí hướng về phía Nam và phong cảnh của vách đá gây ấn tượng được hỗ trợ bởi những cồn cát và rừng rộng của National Trust và hồ hoa sen nằm phía sau bãi biển.
Bãi biển được khách du lịch và người dân địa phương ưa thích và viếng thăm quanh năm. Có một khu cắm trại gần bãi biển ở trang trại Trevallen và làng Bosherston gần đó có một quán bia truyền thống và một quán cà phê nhỏ phục vụ cream teas và kem trong những tháng mùa hè.
Broad Haven South nằm trong Vườn quốc gia Bờ Biển Pembrokeshire và thuộc sở hữu của National Trust, mà tính phí cho bãi đậu xe tại bãi biển giữa tháng 3 và tháng 10. Đậu xe miễn phí sau 17:30.
Tiện nghi tại bãi biển bao gồm nhà vệ sinh, điện thoại khẩn cấp và trong mùa hè một xe bán kem đậu trên đỉnh vách đá.
Broadhaven Nam được biết đến với Church Rock nhô ra khỏi mặt nước khoảng 140 m từ bờ biển. Nó cũng là một địa điểm phổ biến cho người lướt sóng (với surfboard và bodyboard).